# Sherman County, Nebraska
Sherman County är ett administrativt område i delstaten Nebraska, USA, med 3 152 invånare. Den administrativa huvudorten (county seat) är Loup City. 

## Geografi
Enligt United States Census Bureau så har countyt en total area på 1 481 km². 1 466 km² av den arean är land och 15 km² är vatten. 

### Angränsande countyn
- Howard County - öster
- Buffalo County - syd
- Custer County - väst
- Valley County - norr
- Greeley County - nordost